# Intel 80287

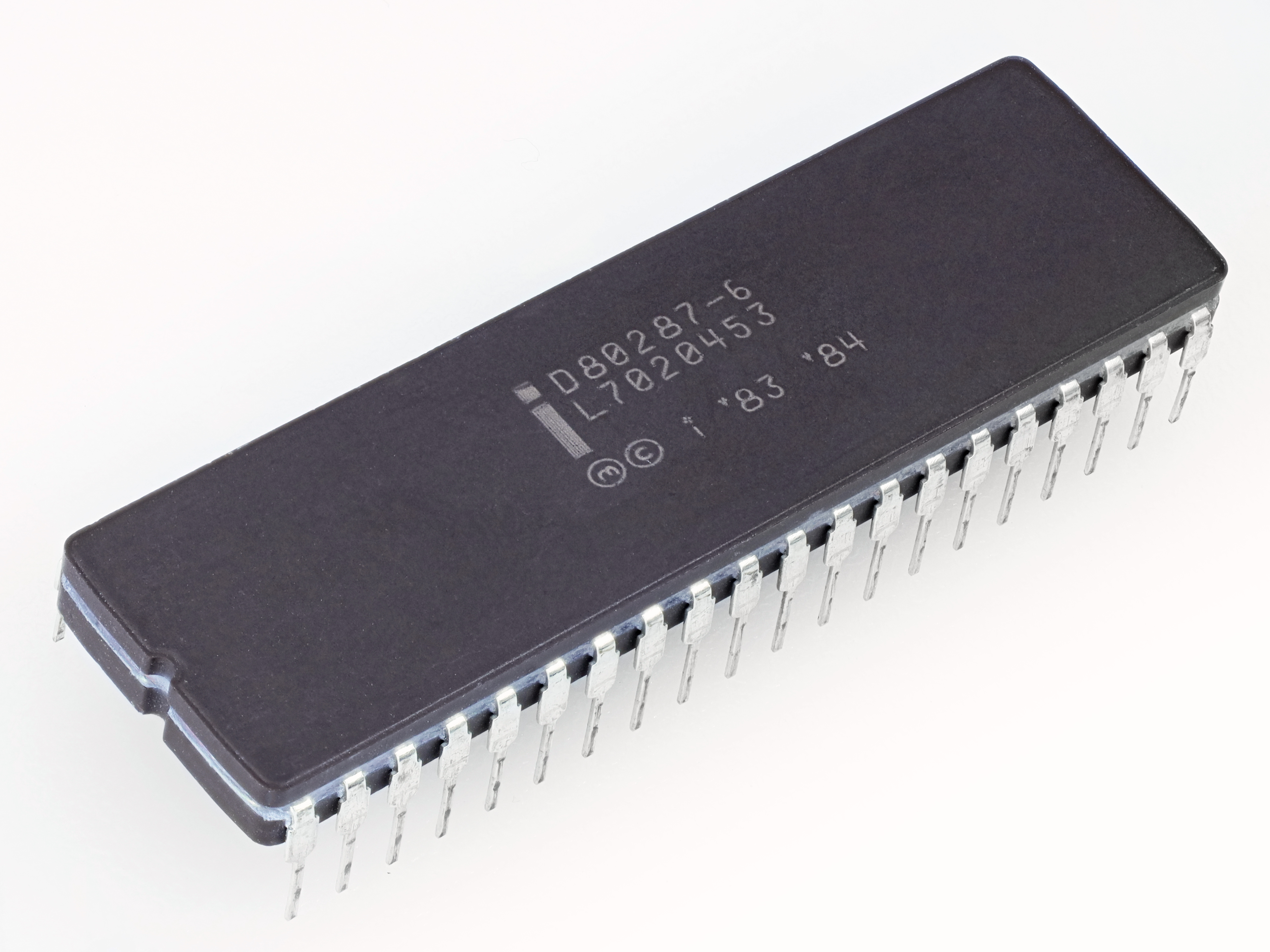
Koprocesor Intel 80287-6

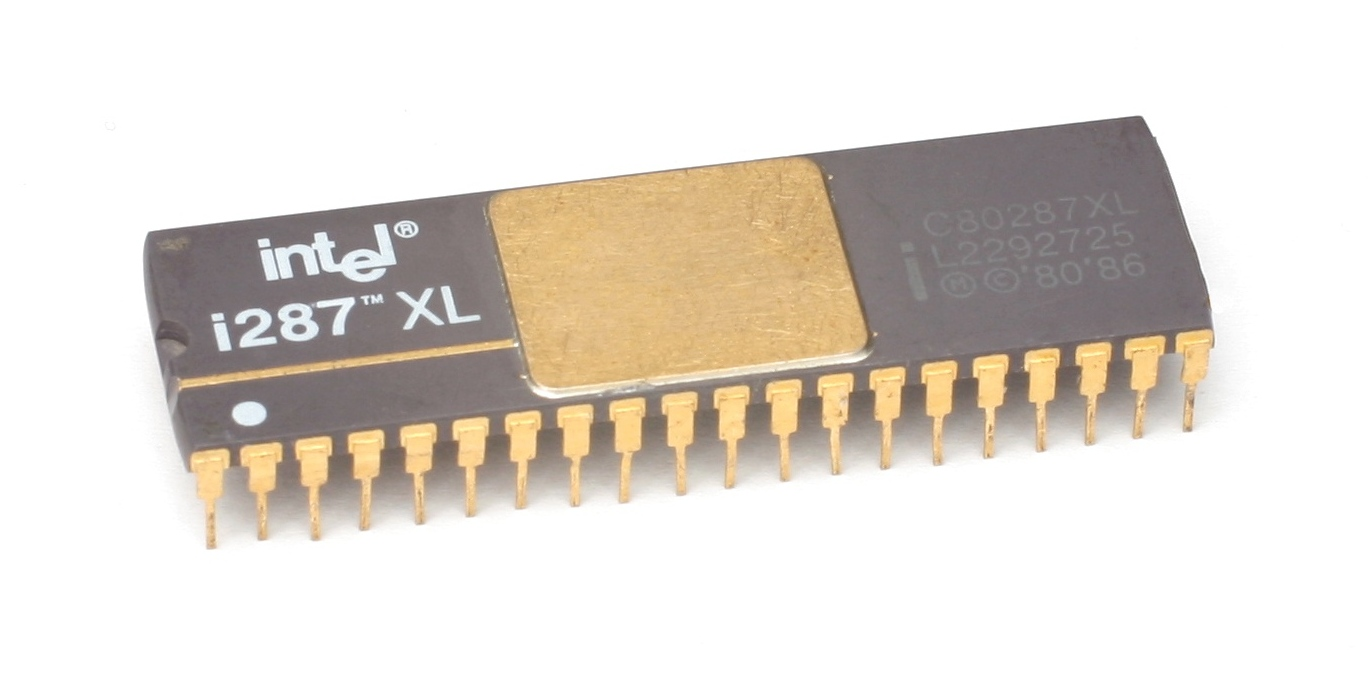
Koprocesor Intel i80287XL

Intel 80287 – koprocesor arytmetyczny przeznaczony dla procesorów serii Intel 80286.
Procesor ten przeprowadzał operacje zmiennoprzecinkowe i pracował prędkością równą 66% prędkości procesora głównego. Wyjątkiem jest seria 80287XL, które zawierały mnożnik 1.5x, co skutkowało synchroniczną (tj. z tą samą prędkością taktowania) pracą procesora i koprocesora.

## Warianty
- i80287-3 (6 MHz)
- i80287-6 (6 MHz)
- i80287-8 (8 MHz)
- i80287-10 (10 MHz)
- i80287-12 (12,5 MHz)
- i80287XL (12,5 MHz, 80387SX)
- i80287XLT (12,5 MHz, wersja dla notebooków)